# Шара-Мурэн
Шара-Мурэн (кит. упр. 西拉木伦河, палл. Силамулуньхэ, в переводе с монгольского — «жёлтая река» — монг. Шар мөрөн) — река в автономном районе Внутренняя Монголия Китайской Народной Республики. В её долине сформировался климат, благоприятный для земледелия и скотоводства. Относится к бассейну реки Ляохэ. Длина реки 380 км, площадь бассейна — свыше 30 тыс. км².
До XII в. н. э. здесь проживало племя киданей.
Шара-Мурэн берёт начало в горах Большого Хингана в хошуне Хэшигтэн-Ци городского округа Чифэн Внутренней Монголии. Затем она пересекает хошун Оннюд-Ци, уезд Линьси, хошуны Байрин-Юци и Ар-Хорчин-Ци и, на границе хошунов Оннюд-Ци и Найман-Ци сливаясь с рекой Лаохахэ, образует реку Силяохэ.